# No me olvides (programa de televisión)
No me olvides es un programa de televisión chileno de viajes y gastronomía, transmitido por Mega. Es producido en conjunto por Horno Feroz y Megamedia, y presentado por Marcelo Cicali, dueño del bar Liguria de Santiago de Chile y exconductor de Plato único de Canal 13, quien viajará por ciudades de Europa, Estados Unidos y Sudamérica para encontrarse con «los chilenos repartidos por el mundo» para conocer los platos típicos chilenos que les recuerdan y los conectan emocionalmente con su país. Se estrenó el sábado, 23 de mayo de 2020, y es transmitido todos los sábados a las 17:30 horas. Sus repeticiones se emitirán por Mega Plus. El programa tendrá doce episodios.

## Antecedentes
Marcelo Cicali fue el presentador del programa Plato único, transmitido por Canal 13 desde 2016 y durante tres temporadas. Cicali, hablando sobre No me olvides, dijo:

Estábamos muy entusiasmados con salir a buscar más emociones, y Canal 13 tenía muchos programas de viaje. Mega quiso participar de esta aventura, nos ofreció su pantalla, que es más amplia, grande y transversal, para tener esta conexión emocional, y no lo pensamos dos veces.

## Equipo de producción
El equipo de producción está conformado por:
- Dirección y producción ejecutiva: Jaime Landeros.
- Producción ejecutiva de Mega: Jaime Sepúlveda.
- Producción de Mega: Tomás Macan.
- Producción en terreno: José Francisco Porte.
- Producción periodística: Marisol García.
- Montaje: Andrés D'Alençon y Jaime Landeros.
- Fotografía y cámaras: José Francisco Porte y Jaime Landeros.
- Posproducción de video: Alfredo Armaroli.
- Sonido directo: José Francisco Porte.
- Posproducción de sonido: Cristián Sandoval.
- Presentador: Marcelo Cicali.

## Banda sonora
La banda sonora incluye música de los chilenos Los Jaivas, Congreso, Los Tres, Rulo y Pillanes.

## Episodios
| N.º | Título | Fecha de emisión original | Audiencia (puntos) |
| --- | ------ | ------------------------- | ------------------ |
| 1 | —      | 23 de mayo de 2020        | —                  |
| Marcelo Cicali viaja a Francia para encontrarse con tres chilenos. Primero, conoce a Lorena Fuentealba-Noterdaeme, diseñadora nacida en la región del Maule, que reside en París, y que prepara una palta cardenal, una cazuela de vaca con osobuco, y una fusión de chancho en piedra y pebre. Luego, viaja a Lyon, donde vive Rafael Gutiérrez, un documentalista santiaguino que cocina pastel de choclo. En su regreso a la capital gala, René Olivares, pintor que diseñó las portadas de los álbumes de Los Jaivas, sirve canapés de sardina y sopa siete mares. |        |                           |                    |